# Scuola Grande di San Teodoro
Scuola Grande di San Teodoro – budynek Wielkiej Scuoli św. Teodora w Wenecji, położony w dzielnicy (sestiere) San Marco oraz nazwa bractwa religijnego, założonego w tym mieście po raz pierwszy w VIII wieku i dedykowanego św. Teodorowi, pierwszemu patronowi Wenecji do czasu sprowadzenia do miasta szczątków św. Marka w 828 roku. Wówczas scuola zakończyła działalność wznawiając ją w 1258 roku. W okresie napoleońskim scuola została zniesiona, a jej budynek przeznaczono na inne cele. Działalność scuoli została wznowiona w 1960 roku; w tym samym roku podjęto też decyzję o rekonstrukcji jej budynku, który od tamtej chwili służy do organizowania imprez kulturalnych.

## Historia

### I scuola San Teodoro
Początki scuoli dedykowanej św. Teodorowi sięgają VIII wieku, kiedy jego doczesne szczątki po przywiezieniu do Wenecji zaczęły cieszyć się lokalnym kultem w bazylice św. Marka, gdzie powstała konfraternia jego imienia. Zbudowano również niewielki, dedykowany mu kościół, włączony z czasem w obręb bazyliki. Zarówno scuola jak i kościół przepadły w pożarze, a Republika Wenecka w swej polityce dystansowania się od Bizancjum zastąpiła w 828 roku dotychczasowy kult świętego greckiego kultem św. Marka, którego szczątki wykradziono z Aleksandrii i przywieziono do Wenecji. Oznaczało to koniec pierwszej konfraterni św. Teodora. 

### II scuola San Teodoro
Wznowienie jej działalności miało miejsce 1 marca 1258 roku pod egidą księży augustianów w kościele San Salvador. Członkowie konfraterni otrzymali do swej dyspozycji niewielkie pomieszczenie, tzw. albergo oraz ołtarz dedykowany św. Teodorowi. W 1261 roku przywieziono z Konstantynopola szczątki św. Teodora; chodziło tu prawdopodobnie o innego świętego o tym samym imieniu. Szczątki te zostały uroczyście złożone w urnie na ołtarzu dedykowanym świętemu. Według źródeł ołtarz św. Teodora był najbardziej majestatyczny spośród innych ołtarzy w kościele, zdobiły go złocenia. Zwieńczony był kopułą, pokrytą mozaiką. Ściany pokrywały płótna przedstawiające sceny z życia świętego, portrety papieży i kardynałów oraz sceny z życia bractwa. Każdy, kto odwiedził kaplicę w dniu 6 sierpnia, w dzień Najświętszego Zbawiciela oraz 9 listopada, w dzień św. Teodora, otrzymywał odpust. Działania konfraterni coraz koncentrowały się nad opieką nad ubogimi. Ta specyfika sprawiła, że na przestrzeni lat przystąpiło do niej wiele osób, w tym niektóre bardzo wpływowe w mieście. 12 października 1450 roku Senat dekretem ogłosił dzień św. Teodora świętem nakazanym, a w 1552 roku scuola została podniesiona do godności Grande (Wielka). Od początku scuoli większość jej członków stanowili kupcy i rzemieślnicy. Nieporozumienia, jakie z czasem pojawiły się i narosły pomiędzy klerem kościoła a członkami konfraterni, doprowadziły tych ostatnich do podjęcia decyzji o zbudowaniu dla siebie odrębnej siedziby. Jej projekt sporządził Simone Sorella, a kamień węgielny pod budowę położono w 1580 roku. Wzniesiono budynek o wymiarach 7 x 14m, mniejszy od obecnego i ustawiony w stosunku do niego prostopadle, z fasadą wychodzącą na rio San Salvador. Budynek ukończono pod koniec 1581 roku, a w 1608 roku Tommaso Contin, szwajcarski architekt działający w Wenecji, wykonał projekt rozbudowy dotychczasowej siedziby, którą ukończono w 1613 roku. W XVII wieku wnętrza budynku scuoli ozdobiły płótna takich artystów jak Antonio Vassilacchi, Palma młodszy, Antonio Balestra i Bassano. Upadek Republiki Weneckiej oznaczał również upadek scuoli. W 1806 roku została ona na mocy dekretów napoleońskich zniesiona.

### XX wiek
W 1960 roku dzięki interwencji patriarchy Wenecji, kardynała Giovanniego Urbaniego i profesora Eugenia Bacchiona doszło do rekonstrukcji scuoli. Z inicjatywy tego ostatniego odbudowano Salone Capitolare (używany dotychczas jako magazyn mebli) oraz Salę Terrena (adaptowaną na kino). Z pomocą pośpieszyło kilku znanych weneckich handlowców i rzemieślników, w tym Fiorenzo Fabbi, dyrektor Assicurazioni Generali; niezbędne środki przekazał także Banca Cattolica del Veneto. Fiorenzo Fabbi został pierwszym Guardianem Grande odrodzonej scuoli. Jest ona obecnie publicznym stowarzyszeniem wiernych typu non-profit. Została erygowana kanonicznie przez władze kościelne w sierpniu 1960 roku, w sierpniu 1961 roku ukonstytuowała się na gruncie prawa cywilnego, a 11 sierpnia 1963 otrzymała osobowość prawną na mocy dekretu Prezydenta Republiki Włoskiej. Jako jednostka kościelna podlega jurysdykcji zwykłej patriarchy Wenecji. 

### XXI wiek
Obecnie budynek scuoli jest wykorzystywany do organizowania imprez kulturalnych, takich jak: wystawy, spotkania i koncerty. Od 1999 roku w jej wnętrzach koncertuje orkiestra I Musici Veneziani. 

## Architektura

### Fasada
Bliźniacze fasady kościoła San Salvador i scuoli św. Teodora stanowią dominanty placu San Salvador. Obie zrealizował Giuseppe Sardi w latach 1649–1663 dzięki hojnej donacji kupca Jacopa Gallego. Dwukondygnacyjną fasadę scuoli wieńczy tympanon, ozdobiony akroterionami: figurą św. Teodora i czterech aniołów dłuta Bernarda Falconiego z połowy XVII wieku. W przyziemiu znajduje się portal.

### Wnętrze
Wnętrze scuoli, podobnie jak i innych budynków tego typu, tworzą dwa obszerne salony, jeden na parterze, a drugi (Sala Capitolare) na piętrze, połączone monumentalnymi schodami. Na suficie Sali Capitolare widnieje owalny obraz Tommasa Bugoniego Św. Teodor ofiarujący Wenecję Matce Bożej natomiast na ścianie znajdują się dwa płótna Zwiastowanie, pędzla Palmy młodszego.